# Principato di Monforte
Il Principato di Monforte fu uno stato feudale esistito tra gli inizi del XVII secolo e gli inizi del XIX secolo, che corrispondeva al territorio dell'odierna Monforte San Giorgio, comune della città metropolitana di Messina.

## Storia
Il castello di Monforte, terra baronale col mero e misto imperio nella Val Demone, fu fatto erigere dall'imperatore Federico II di Svevia. Nel XIV secolo, divenne feudo degli Alagona, poi confiscato per fellonia dal re Martino I di Sicilia che nel 1398 la concesse a Giacomo Cruyllas. Questi vendette la baronia di Monforte a Nicolò Castagna nel 1405.
Nel 1424, il feudo venne ereditato da Pina Castagna, nipote di Nicolò, che sposò Matteo di Bonifacio. Da questa unione nacque un'unica figlia, Perna, che sposò Federico Ventimiglia, genitori di Margherita, che, sposata a Giliberto La Grua, ebbe anch'ella una sola figlia, Eulalia, che prese investitura della baronia di Monforte nel 1453. Eulalia La Grua sposò Federico Pollicino, da cui ebbe Gaspare che si investì del feudo nel 1489, il quale a sua volta ebbe i figli Giliberto e Agnese, con quest'ultima che ne prese possesso nel 1513 per la morte senza eredi del primo.
Agnese Pollicino sposò Federico Moncada dei conti di Adernò, il quale alla morte della moglie, prese possesso della baronia di Monforte e degli altri feudi della famiglia Pollicino. Con i Moncada, Monforte da terra baronale fu elevata a principato, a seguito della concessione fatta dal re Filippo IV di Spagna, che investì Giuseppe Moncada Saccano († 1631) del titolo di I principe di Monforte, con privilegio dato il 1º settembre 1628, ed esecutoriato il 24 dicembre dell'anno medesimo.
Ultimo feudatario, prima dell'abolizione del feudalesimo avvenuta nel 1812, fu Carmelo Moncada Oneto, VIII principe di Monforte (1740-1815).

## Cronotassi dei Principi di Monforte
Epoca feudale
- Giuseppe Moncada Saccano (1628-1631)
- Pietro Moncada Monforte (1632-1641)
- Domenico Moncada di Giovanni (1641-1680)
- Pietro Moncada Olivieri (1680-1724)
- Giovanni Antonio Moncada Joppolo (1725-1759)
- Girolamo Moncada Oneto (1759-1765)
- Emanuele Moncada Oneto (1765-1792)
- Carmelo Moncada Oneto (1792-1812)

Epoca post-feudale
- Carmelo Moncada Oneto (1812-1830)
- Giovanni Antonio Moncada Cilestri (1830-1854)
- Guglielmo Moncada Galletti (1854-1876)
- Giovanni Eugenio Moncada Vizzini (1876-1915)
- Guglielmo Raimondo Moncada Notarbartolo (1915-1933)
- Giovanni Eugenio Moncada Trigona (1933-1946)